# بنجامين داي (دراج)
بنجامين داي (بالإنجليزية: Benjamin Day) هو دراج أسترالي، ولد في 11 ديسمبر 1978 في كوينزلاند في أستراليا.

## وصلات خارجية
- الموقع الرسمي
- بنجامين داي على موقع الاتحاد الدولي للدراجات (الإنجليزية)
- بنجامين داي على موقع أرشيف الدراجات (الإنجليزية)
- بنجامين داي على موقع إحصائيات الدراجات الإحترافية (الإنجليزية)
- بنجامين داي على موقع اتحاد ألعاب الكومنولث (مؤرشف) (الإنجليزية)
- بنجامين داي على موقع دورة ألعاب الكومنولث 2006 (مؤرشف) (الإنجليزية)